# César Villegas
Villegas  Duque est un nom espagnol. Le premier nom de famille, en général paternel, est Villegas ; le second, en général maternel, souvent omis, est Duque.
César Augusto Villegas Duque, né à Manizales (département de Caldas), le 12 décembre 1992, est un coureur cycliste colombien.

## Repères biographiques
Début septembre 2013, César Villegas prend le départ de la Vuelta de la Juventud, dans une formation où aucun leader n'a été désigné à l'avance. Pour sa seconde participation, il a pour objectif d'accéder au podium final. Il termine deuxième du prologue et s'empare le lendemain du maillot de leader. La course se résume rapidement à un duel entre lui et Daniel Jaramillo. Mais alors que ce dernier grignote son retard, déjouant les pronostics, Villegas assure définitivement sa victoire en s'imposant dans le contre-la-montre de la cinquième étape.
En 2019, après plusieurs cas de dopage détectés en Colombie au cours de cette année, la Fédération colombienne de cyclisme publie une liste des cyclistes sanctionnés par cette organisation depuis 2010. Parmi ces noms figure César Villegas, suspendu pour une durée de cinq ans entre 2014 et 2019, après un contrôle positif sur la Vuelta de la Juventud 2014 (la substance n'a pas été spécifiée).

## Palmarès sur route
- 2010
  -  Champion de Colombie sur route juniors
- 2011
  - 2e étape du Tour de Colombie espoirs
- 2013
  - Tour de Colombie espoirs :
    - Classement général
    - 5e étape